# یواس‌اس هیل (دی‌ئی-۱۴۱)
یواس‌اس هیل (دی‌ئی-۱۴۱) (به انگلیسی: USS Hill (DE-141)) یک کشتی بود که طول آن ۳۰۶ فوت (۹۳ متر) بود. این کشتی در سال ۱۹۴۳ ساخته شد.